# 이섬 (후한)
이섬(李暹, ? ~ ?)은 중국 후한 말 이각 휘하의 무장이다. 작은아버지가 이각이다.

## 생애
195년(흥평 2년) 연립 정권을 꾸려오던 이각과 곽사가 수도 장안에서 내전을 벌였다. 곽사가 헌제를 자신의 진영에 두려 했는데 누군가 이각에게 밀고하였다. 이각이 선수를 쳐 이섬에게 수천 명을 붙여주고 궁전으로 가 헌제를 모셔오라 하였다. 양표가 “자고로 제왕은 신하의 집에 머물지 않았다! 거사를 일으켰다면 마땅히 천하의 인심에 따라야지 이것은 옳지 않다!”며 이섬에게 반항했지만 묵살하였다. 수레 3채를 준비해 각각 천자, 귀인 복씨, 가후·좌령을 태우고 이각의 진영까지 호송하였다. 나머지 신하들은 걸어서 배행했다. 이외의 행적은 기록이 없어 알 수 없다.

## 삼국지연의
사서가 아닌 소설 《삼국지연의》에서도 수레만 2채로 줄어든 채 같은 역할로 등장한다. 여기에 최후 묘사가 더해졌다. 장제의 도움으로 장안을 탈출한 헌제가 간신히 낙양에 도착하여 조조의 보호를 받는다. 이각과 곽사가 이를 공격해 이섬이 이별과 함께 선봉으로 나서지만 허저에게 단칼에 머리를 베인다.

## 참고 문헌
- 《헌제기거주》(獻帝起居注) ; 배송지 주석, 《삼국지》6권 위서 제6 동탁에서 인용